# Ebenfurth (zámek)
Ebenfurth (zámek), bývalý vodní hrad leží v dolnorakouské obci Ebenfurth poblíž Vídeňského Nového Města. Velká, téměř čtvercová původní tvrz pevnostního charakteru je v jádru středověká, ale barokně přestavěná na zámek.

## Historie
Uherský král Matyáš Korvín (1443-1490) plánoval odtud obléhání Vídeňského Nového Města. Po opakovaném dobývání habsburským vojskem a po smrti posledního majitele z rodu Pottendorfů, přešlo panství na zemské pány. Proto byl zámek Ebenfurth dán několikrát do zástavy, ale také budován jako pevnost proti tureckým vpádům. Osmanským vpádem roku 1529 za tureckého obléhání Vídně byla pevnost značně poškozena. Po roce 1571 je zdokumentováno působení císařského dolnorakouského stavitele Hanse Saphoye.
Po odchodu osmanských vojsk byla stavba velkoryse přestavěna na barokní zámek. Dodnes jsou zachovány fresky, které zhotovil Franz Anton Maulbertsch (1724-1796). Dlouholetými vlastníky od roku 1747 až do 20. století byli příslušníci šlechtické rodiny Suttnerů. V roce 1973 prodal Carl Suttner, okupačními vojsky již značně poškozený a vandaly devastovaný zámek, (bez okolního zámeckého parku) lékařské rodině. Tento rozsáhlý majetek byl pro soukromé účely bydlení však nevhodný. Velmi poškozený zámek čekal podobný osud jako za vlastnictví Pottendorfů. Od roku 2000 se nová vlastnice snaží provádět intenzivní údržbu zámku.